# Уорд, Адольфус Вильям
Сэр Адольфус Уильям Уорд (англ. Adolphus Ward; 2 декабря 1837[…], Хампстед, Большой Лондон — 19 июня 1924, Кембридж) — английский историк и литератор. Президент Британской академии (1911—1913).
Уорд родился в Хэмпстеде (Лондон), сын Джона Уорда. Получил образование в Германии и в Питерхаусе (Кембридж). В 1866 году Уорд был назначен профессором истории и английской литературы в Оуэнс-колледже (Манчестер), а с 1890 по 1897 гг., когда вышел в отставку, был его директором. Принимал активное участие в создании Университета Виктории, вице-канцлером которого он был с 1886 по 1890 и с 1894 по 1896 гг, а также был основателем школы для девочек в Витингтоне в 1890 году. Был членом Общества Четама, членом совета с 1884 года и президентом с 1901 по 1915 гг.
В 1897 году был награждён Свободой города Манчестер, в 1898 году читал Лекции Форда в Оксфордском университете, а 29 октября 1900 г. был избран магистром Питерхауса (Кембридж).
В 1903 году он был избран членом Британской академии и был её президентом с 1911 по 1913 гг. В 1919 году он прочитал Шекспировскую лекцию Британской академии.
С 1899 по 1901 гг. Уорд занимал пост президента Королевского исторического общества, а в 1913 году был посвящён в рыцари.

## Работы
Основным трудом Уорда стала его «History of English Dramatic Literature to the Age of Queen Anne» (1875), переизданная после тщательной ревизии в трёх томах в 1899 году. Он также выступил автором книг «The House of Austria in the Thirty Years' War» (1869), «Great Britain and Hanover: Some Aspects of the Personal Union» (1899), и The Electress Sophia and the Hanoverian Succession (1903) (2-е изд. 1909).
Уорд редактировал «Стихотворения» Джорджа Крабба (2 тома, 1905—1906 гг.) и «Поэтические произведения» Александра Поупа (1869); написал книги о Джеффри Чосере и Чарльзе Диккенсе в серии «English Men of Letters», перевёл «Историю Греции» Эрнста Курциуса (5 томов, 1868—1873); вместе с Г. В. Протеро и Стэнли Мордаунтом Литесом редактировал «Кембриджскую современную историю» в 1901—1912 годах, а вместе с А. Р. Уоллером — «Кембриджскую историю английской литературы» (1907 и др.).Собрание сочинений Уорда было опубликовано в 5 томах издательством Кембриджского университета в 1921 году.